# Fleur Savelkoel
Fleur Savelkoel (* 22. August 1995 in Deventer) ist eine niederländische Volleyballnationalspielerin.

## Karriere
Savelkoel begann ihre Karriere in ihrer Heimatstadt bei Devolco Deventer. Anschließend spielte sie bei Dynamo Apeldoorn und 2014/15 bei Abiant Lycurgus Groningen. Nach einer Saison bei GSVV Donitas wechselte sie 2016 zu Sliedrecht Sport. Mit Sliedrecht wurde die Außenangreiferin viermal niederländische Meisterin und dreimal Pokalsiegerin. 2021 debütierte sie in der niederländischen Nationalmannschaft. In der Saison 2021/22 war sie beim Team 22 aktiv. Danach wechselte Savelkoel zum deutschen Bundesligisten SC Potsdam. Mit Potsdam erreichte sie das Finale im DVV-Pokal 2022/23 und wurde deutsche Vizemeisterin. Allerdings zog sie sich im Playoff-Viertelfinale einen Kreuzbandriss zu. Trotzdem wechselte sie 2023 zum Ligakonkurrenten SSC Palmberg Schwerin. Mit Schwerin kam sie im DVV-Pokal 2023/24 ins Viertelfinale, bevor sie erneut Vizemeisterin wurde.